# Niklas Stiller
Niklas Stiller (* 19. September 1947 in Herrsching am Ammersee) ist ein deutscher Mediziner und Schriftsteller.

## Leben
Niklas Stiller ist der Sohn eines britischen Offiziers und einer deutschen Anglistin. Er wuchs als Adoptivkind in der Familie eines Physikers auf. Seit 1968 lebt er in Düsseldorf. Sein Medizinstudium schloss er mit der Promotion über ein Thema aus dem Gebiet der Biochemie ab. Er war als freier Herausgeber für einen naturwissenschaftlichen Verlag tätig; heute ist er Geschäftsführer des Düsseldorfer Verlags Omikron Publishing, der sich auf Medizin, Kunst und Ökologie spezialisiert hat.
Bekannt wurde Stiller in den 1970er Jahren durch Texte zum Thema Sterben und Tod. Durch Aktionen wie Litfaßtexte und Trottoirtexte versuchte er, eine breite Öffentlichkeit mit klassischer und moderner Literatur anzusprechen.
Niklas Stiller, der Mitglied des Verbands Deutscher Schriftsteller ist, erhielt u. a. 1976 den Förderpreis für Literatur der Landeshauptstadt Düsseldorf und 1978 den Förderpreis des Landes Nordrhein-Westfalen für Literatur.

## Auszeichnungen
- 1976: Förderpreis für Literatur der Landeshauptstadt Düsseldorf[2]
- 1978: Förderpreis des Landes Nordrhein-Westfalen für Literatur

## Werke
- Pampelmusen, Karlsruhe 1975
- Um siebzehn Uhr dreißig, Leverkusen 1976
- Niklas Stiller, Düsseldorf 1977
- Der Tod und das Flugzeug, Reinbek bei Hamburg 1978
- Ordnung durch Fluktuation, Krefeld 1979 (zusammen mit Ilya Prigogine)
- Albert Einstein, Hamburg 1981
- Der große Hirnriß, Reinbek bei Hamburg 1983 (zusammen mit Peter Glaser)
- Akupunktur, Berlin [u. a.] 1989 (zusammen mit Gabriel Stux und Bruce Pomeranz)
- Budapest, Köln 1993 (zusammen mit Peter H. Jamin)
- Weißes Haus am blauen Platz, Düsseldorf 1995
- Kommt ein Wolf, Düsseldorf 1997